# 平海丘氏
平海丘氏，是一個以韓國慶尚北道蔚珍郡為本貫的氏族，2015年調査時有15297人。
始祖是唐朝的將軍丘大林，他於663年作為使臣出使日本，途中在日本海遇難，漂流到慶尚北道海岸南美浦，從此定居下來。